# Centrální těleso

Pohyb barycentra Sluneční soustavy vůči Slunci

Centrální těleso nebo primární těleso je v astronomii a v nebeské mechanice takové fyzické těleso v gravitačně vázaném systému více těles, že hmotnost ostatních těles je možné zanedbat. V blízkosti tohoto tělesa se nachází barycentrum soustavy.
Ve Sluneční soustavě je Slunce primárním tělesem pro všechny objekty, které jej obíhají. Primárním tělesem všech satelitů, ať přirozených (měsíce) nebo umělých, je planeta, kterou obíhají.
Těžiště, barycentrum, je průměrná pozice všech objektů soustavy vážená jejich hmotností. Slunce je tak hmotné, že barycentrum Sluneční soustavy vždy leží velmi blízko Slunce, ale i když Slunce tvoří většinu hmoty Sluneční soustavy, kvůli hmotnosti a vzdálenosti obřích planet se barycentrum často nachází mimo Slunce.
Sporným příkladem soustavy, ve které primární těleso může chybět, je soustava Pluto (trpasličí planeta) s jeho měsícem Charon. Barycentrum těchto dvou těles vždy leží mimo Pluto. Proto někteří astronomové nazývají soustavu Pluto–Charon dvojplanetou nebo binární trpasličí planetou, místo toho aby mluvili o (trpasličí) planetě a jejím měsíci. Mezinárodní astronomická unie v roce 2006 krátce zvažovala, zda nezavést formální definici termínu dvojplaneta, která by mohla zahrnovat soustavu Pluto–Charon, ale nakonec tato definice nebyla ratifikována.
V angličtině se často používá slovo primary jako podstatné jméno, aby při popisu primárního tělesa nebylo třeba rozlišovat, zda těleso blízko barycentra je planeta, hvězda nebo jiný astronomický objekt. Pro označení extrasolárních planet je použití substantiva primary pochybné. Astronomové zatím neobjevili žádné exoměsíce, které nějakou exoplanetu obíhají. Ani použití slova primary pro označení obří černé díry ve středu většiny galaxií se ve vědeckých časopisech neobjevuje.